# Hollywoodi filmsztárok listája

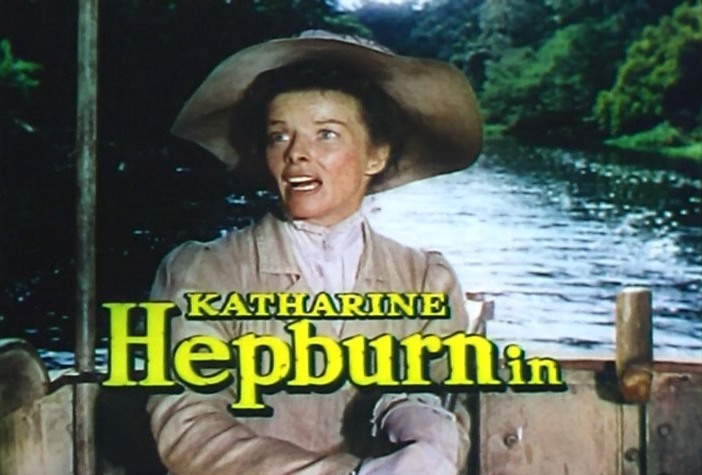
Katharine Hepburn, AFI: 1. hely

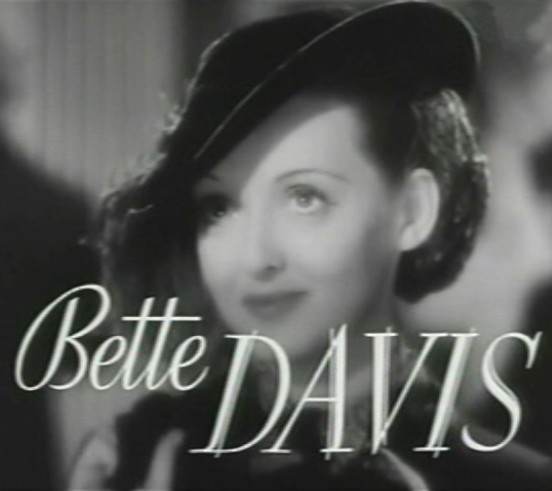
Bette Davis, AFI: 2. hely

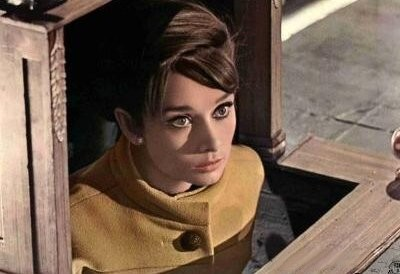
Audrey Hepburn, AFI: 3.

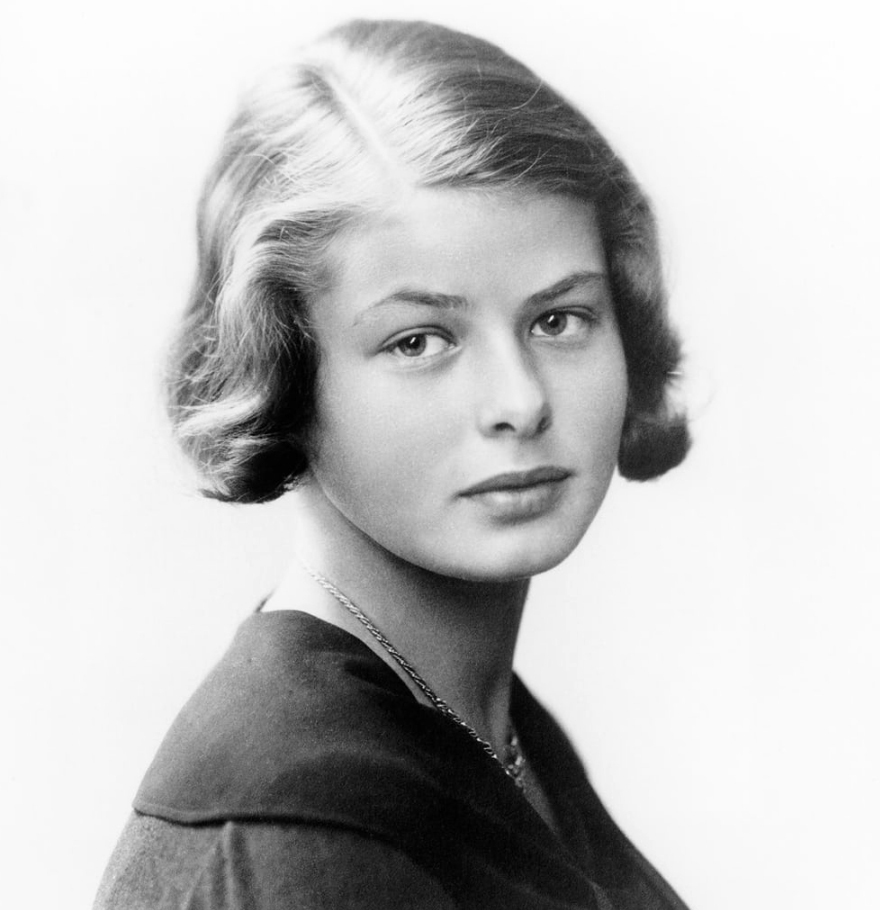
Ingrid Bergman, AFI: 4.

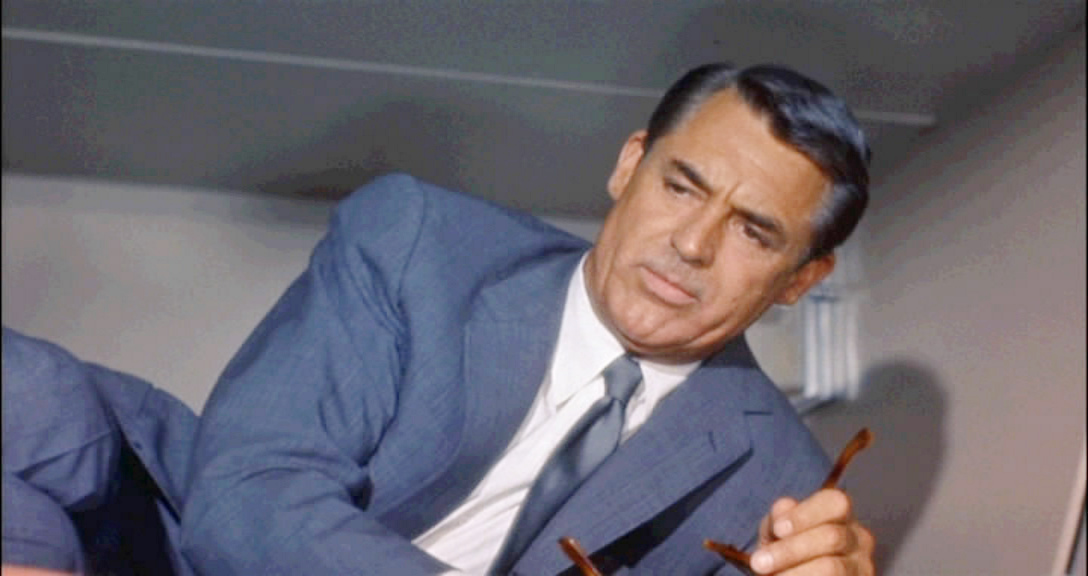
Cary Grant, AFI: 2. hely

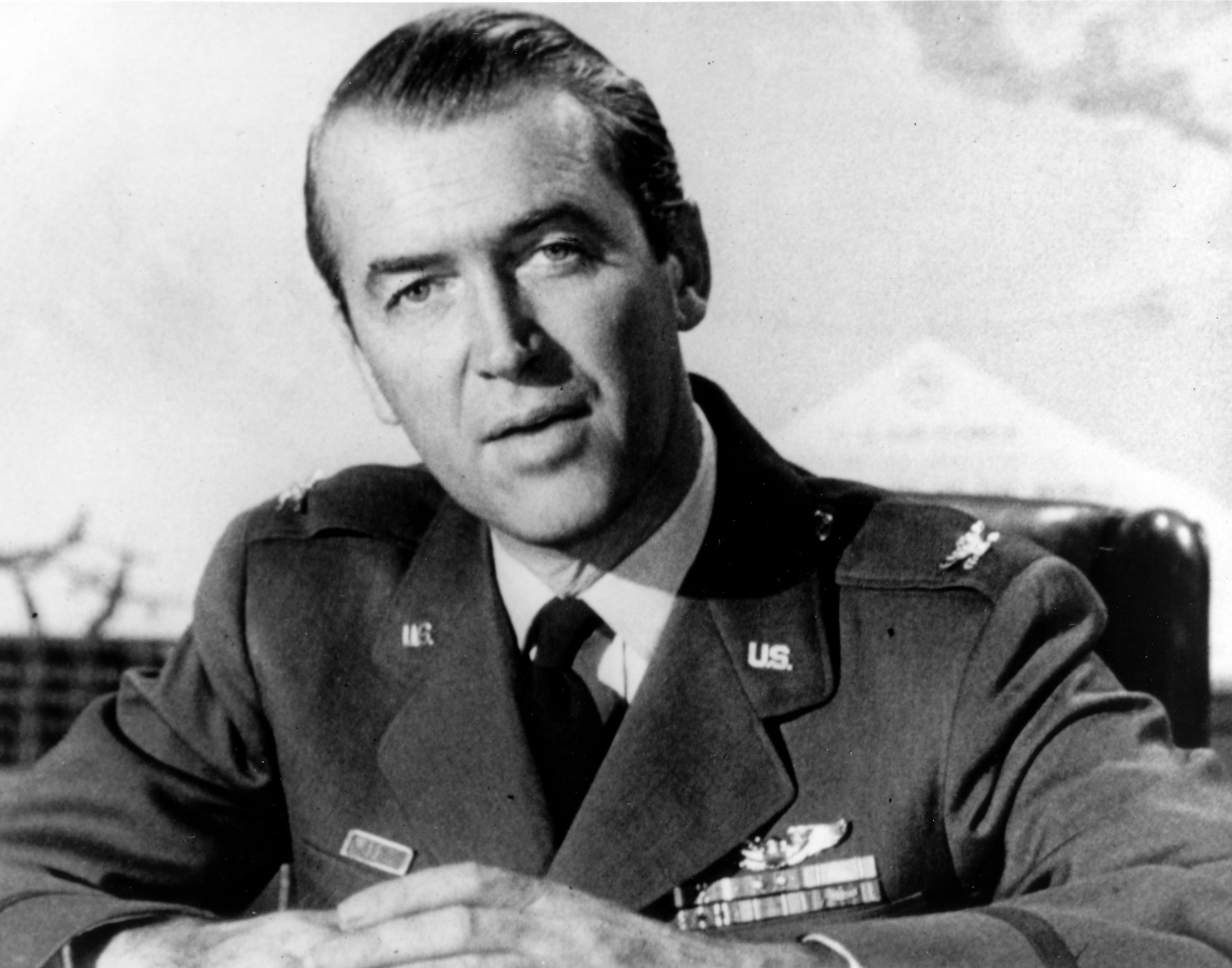
James Stewart, AFI: 3.

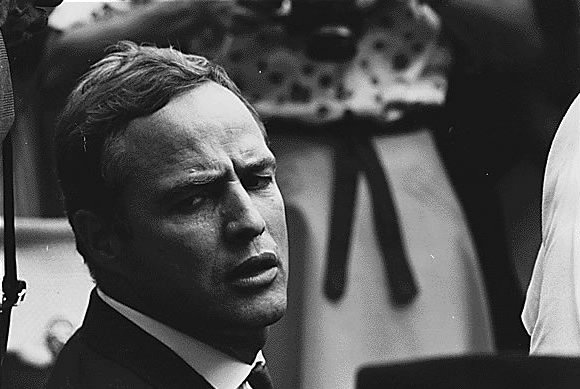
Marlon Brando, AFI: 4.

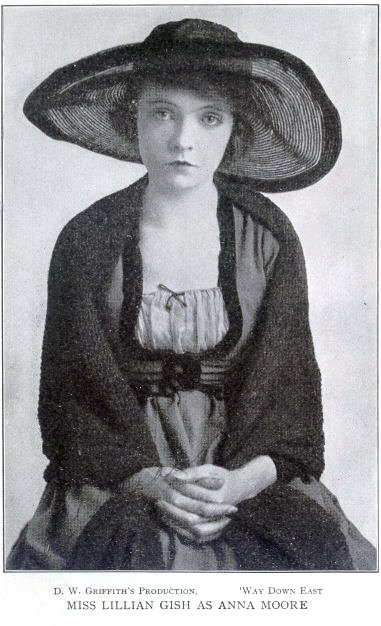
Lillian Gish, AFI: 17.

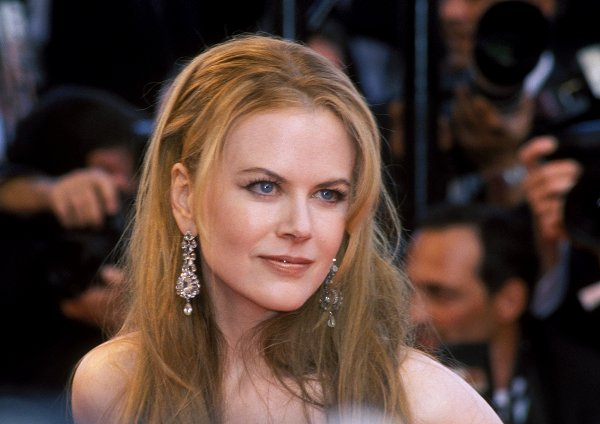
Nicole Kidman

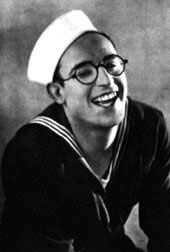
Harold Lloyd

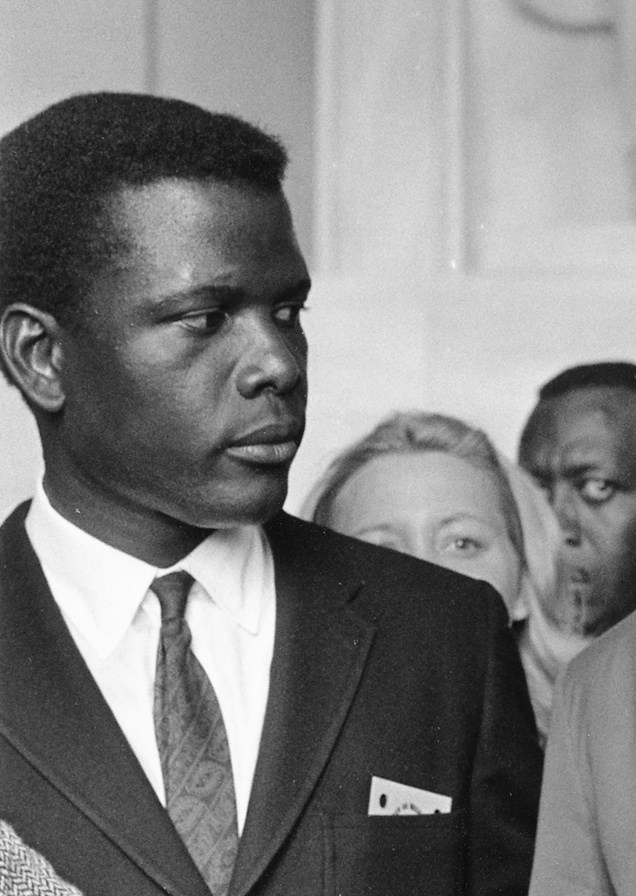
Sidney Poitier, AFI: 16.

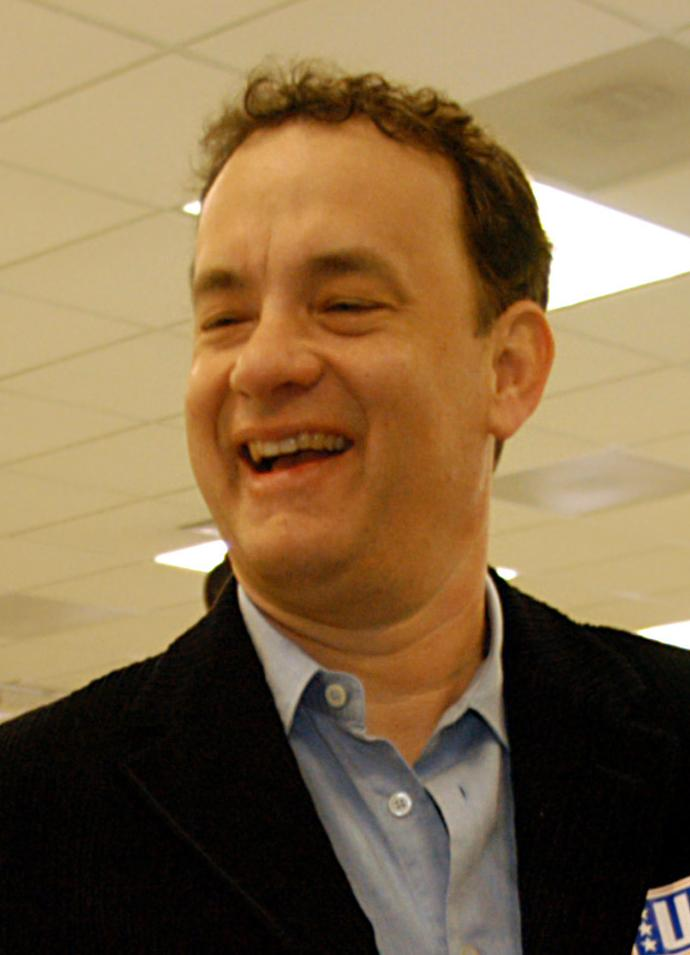
Tom Hanks

Az Amerikai Filmintézet (American Film Institute) 1999-ben készült toplistája szerint Hollywood történetének legnagyobb filmcsillagai a népszerűség, szakmai színvonal és maradandó hatás szempontja szerint rangsorolva a következők (zárójelben a származási ország):

## Színésznők
1. Katharine Hepburn (1907–2003, USA)
2. Bette Davis (1908–1989, USA)
3. Audrey Hepburn (1929–1993, Belgium)
4. Ingrid Bergman (1915–1982, Svédország)
5. Greta Garbo (1905–1990, Svédország)
6. Marilyn Monroe (1926–1962, USA)
7. Elizabeth Taylor (1932–2011, Nagy-Britannia)
8. Judy Garland (1922–1969, USA)
9. Marlene Dietrich (1901–1992, Németország)
10. Joan Crawford (1905–1977, USA)
11. Barbara Stanwyck (1907–1990, USA)
12. Claudette Colbert (1903–1996, Franciaország)
13. Grace Kelly (1929–1982, USA)
14. Ginger Rogers (1911–1995, USA)
15. Mae West (1893–1980, USA)
16. Vivien Leigh (1913–1967, Nagy-Britannia)
17. Lillian Gish (1893–1993, USA)
18. Shirley Temple (1928–2014, USA)
19. Rita Hayworth (1918–1987, USA)
20. Lauren Bacall (1924–2014, USA)
21. Sophia Loren (1934, Olaszország)
22. Jean Harlow (1911–1937, USA)
23. Carole Lombard (1908–1942, USA)
24. Mary Pickford (1892–1979, Kanada)
25. Ava Gardner (1922–1990, USA)

## Színészek
1. Humphrey Bogart (1899–1957, USA)
2. Cary Grant (1904–1986, Nagy-Britannia)
3. James Stewart (1908–1997, USA)
4. Marlon Brando (1924–2004, USA)
5. Fred Astaire (1899–1987, USA)
6. Henry Fonda (1905–1982, USA)
7. Clark Gable (1901–1960, USA)
8. James Cagney (1899–1986, USA)
9. Spencer Tracy (1900–1967, USA)
10. Charlie Chaplin (1889–1977, Nagy-Britannia)
11. Gary Cooper (1901–1961, USA)
12. Gregory Peck (1916–2003, USA)
13. John Wayne (1907–1977, USA)
14. Laurence Olivier (1907–1989, Nagy-Britannia)
15. Gene Kelly (1912–1986, USA)
16. Orson Welles (1915–1985, USA)
17. Kirk Douglas (1916–2020, USA)
18. James Dean (1931–1955, USA)
19. Burt Lancaster (1913–1993, USA)
20. Marx fivérek (USA)
21. Buster Keaton (1895–1966, USA)
22. Sidney Poitier (1927–2022, Bahama-szigetek/USA)
23. Robert Mitchum (1917–1997, USA)
24. Edward G. Robinson (1893–1973, Románia)
25. William Holden (1918–1981, USA)

## További hollywoodi filmcsillagok

### Színésznők
- Ursula Andress (1936–)
- Julie Andrews (1935–)
- Jennifer Aniston (1969–)
- Theda Bara (1885–1955)
- Kim Basinger (1953–)
- Louise Brooks (1906–1985)
- Sandra Bullock (1964–)
- Faye Dunaway (1941–)
- Mia Farrow (1945–)
- Jane Fonda (1937–)
- Jodie Foster (1962–)
- Olivia de Havilland (1916–2020)
- Diane Keaton (1946–)
- Nicole Kidman (1967–)
- Florence Lawrence (1886–1938)
- Shirley MacLaine (1934–)
- Liza Minnelli (1946–)
- Demi Moore (1962–)
- Kim Novak (1933–)
- Pola Negri (1897–1987)
- Natalie Portman (1981–)
- Cate Blanchett (1969–)
- Julia Roberts (1967–)
- Susan Sarandon (1946–)
- Brooke Shields (1965–)
- Sharon Stone (1958–)
- Michelle Pfeiffer (1958–)
- Meryl Streep (1949–)
- Glenn Close (1947–)
- Barbra Streisand (1942–)
- Lana Turner (1921–1995)
- Natalie Wood (1938–1981)
- Jessica Lange (1949–)

### Színészek
- Woody Allen (1935–)
- Charles Bronson (1921–2003)
- Richard Burton (1925–1984)
- Jim Carrey (1962–)
- George Clooney (1961–)
- Sean Connery (1930–2020)
- Tom Cruise (1962–)
- Kevin Costner (1955–)
- Tony Curtis (1925–2010)
- Robert De Niro (1943–)
- Leonardo DiCaprio (1974–)
- Clint Eastwood (1930–)
- Douglas Fairbanks (1883–1939)
- Peter Falk (1927–2011)
- Errol Flynn (1909–1959)
- Harrison Ford (1942–)
- Mel Gibson (1956–)
- John Gilbert (1897–1936)
- Gene Hackman (1930–)
- Tom Hanks (1956–)
- Charlton Heston (1924–2008)
- Dustin Hoffman (1937–)
- Anthony Hopkins (1937–)
- Dennis Hopper (1936–2010)
- Leslie Howard (1893–1943)
- Samuel L. Jackson (1948–)
- Stanley Laurel (1890–1965) és Oliver Hardy (1892–1957) („Stan és Pan”)
- Jack Lemmon (1925–2001)
- Harold Lloyd (1893–1971)
- Lugosi Béla (1882–1956)
- Steve McQueen (1930–1980)
- Eddie Murphy (1961–)
- Paul Newman (1925–2008)
- Jack Nicholson (1937–)
- Leslie Nielsen (1926–2010)
- Al Pacino (1940–)
- Anthony Perkins (1932–1992)
- Brad Pitt (1963–)
- Tyrone Power (1914–1958)
- Robert Redford (1936–)
- Keanu Reeves (1964–)
- Telly Savalas (1922–1994)
- Arnold Schwarzenegger (1947–)
- Sylvester Stallone (1946–)
- Rudolph Valentino (1895–1926)
- Denzel Washington (1954–)
- Bruce Willis (1955–)

## Időrendben
Az egyes évtizedek legnépszerűbb amerikai női filmcsillagai:

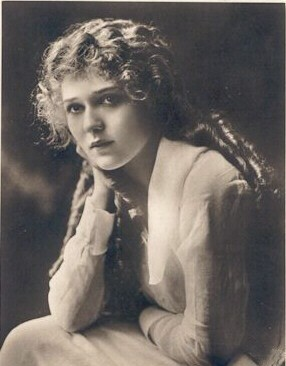
Mary Pickford, AFI: 24.

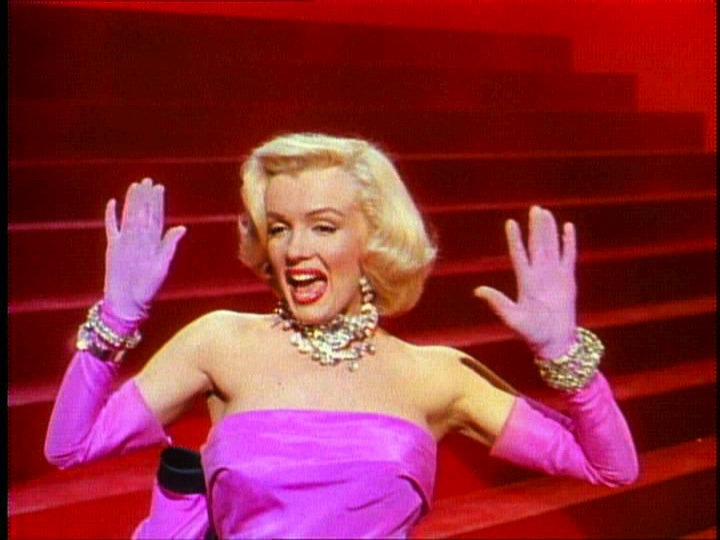
Marilyn Monroe, AFI: 6. hely

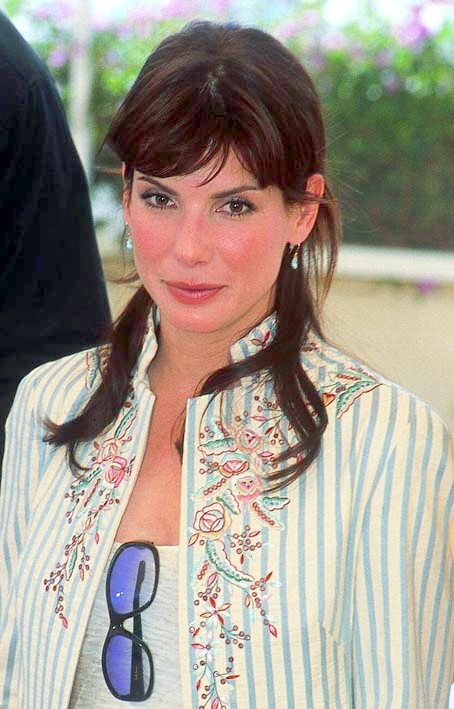
Sandra Bullock

1910-es évek
- Lillian Gish
- Mary Pickford

1920-as évek
- Joan Crawford

1930-as évek
- Greta Garbo
- Jean Harlow
- Joan Crawford
- Mae West
- Myrna Loy
- Marlene Dietrich
- Bette Davis
- Barbara Stanwyck
- Claudette Colbert
- Ginger Rogers
- Norma Shearer
- Katharine Hepburn
- Carole Lombard
- Shirley Temple
- Jeanette MacDonald
- Irene Dunne
- Janet Gaynor
- Joan Bennett
- Luise Rainer
- Jean Arthur
- Vivien Leigh
- Maureen O'Sullivan
- Ann Harding
- Olivia de Havilland
- Helen Hayes

1940-es évek
- Bette Davis
- Ingrid Bergman
- Judy Garland
- Katharine Hepburn
- Rita Hayworth
- Lauren Bacall
- Jennifer Jones
- Joan Crawford
- Barbara Stanwyck
- Rosalind Russell
- Loretta Young
- Vivien Leigh
- Ginger Rogers
- Lana Turner
- Olivia de Havilland
- Jane Wyman
- Veronica Lake
- Joan Fontaine
- Greer Garson
- Susan Hayward
- Myrna Loy
- Hedy Lamarr
- Lucille Ball
- Dorothy McGuire
- Joan Bennett
- Ida Lupino
- Gene Tierney
- Jean Arthur
- Marlene Dietrich
- Irene Dunne
- Anne Baxter

1950-es évek
- Audrey Hepburn
- Marilyn Monroe
- Elizabeth Taylor
- Grace Kelly
- Ava Gardner
- Katharine Hepburn
- Lauren Bacall
- Doris Day
- Susan Hayward
- Lana Turner
- Deborah Kerr
- Leslie Caron
- Eleanor Parker
- Ingrid Bergman
- Jennifer Jones
- Jean Simmons
- Rita Hayworth
- Eva Marie Saint
- Shirley MacLaine
- Shelley Winters
- Judy Garland
- Joanne Woodward
- Gina Lollobrigida
- Jayne Mansfield
- Debbie Reynolds
- Dorothy Dandridge
- Judy Holliday
- Carroll Baker
- Kim Novak
- Gloria Grahame
- Jane Wyman
- Anna Magnani
- Gábor Zsazsa

1960-as évek
- Julie Andrews
- Elizabeth Taylor
- Natalie Wood
- Audrey Hepburn
- Shirley MacLaine
- Sophia Loren
- Julie Christie
- Anne Bancroft
- Katharine Hepburn
- Jane Fonda
- Debbie Reynolds
- Geraldine Page
- Doris Day
- Raquel Welch
- Jean Seberg
- Kim Novak
- Leslie Caron
- Jean Simmons
- Lee Remick
- Patricia Neal
- Rachel Roberts
- Joanne Woodward
- Marilyn Monroe
- Barbra Streisand
- Faye Dunaway
- Vanessa Redgrave
- Simone Signoret
- Janet Leigh
- Shirley Jones
- Maggie Smith
- Susannah York
- Bette Davis

1970-es évek
- Jane Fonda
- Barbra Streisand
- Faye Dunaway
- Mia Farrow
- Ellen Burstyn
- Liza Minnelli
- Anne Bancroft
- Julie Christie
- Luise Fletcher
- Glenda Jackson
- Diana Keaton
- Marsha Mason
- Ali McGraw
- Sarah Miles
- Geraldine Page
- Vanessa Redgrave
- Jean Simmons
- Maggie Smith
- Sissy Spacek
- Joanne Woodward

1980-as évek
- Kim Basinger
- Mia Farrow
- Meryl Streep

1990-es évek
- Sandra Bullock
- Nicole Kidman
- Julia Roberts

2000-es évek
- Sandra Bullock
- Nicole Kidman
- Natalie Portman